# Alexis Jemal
Alexis Jemal (5 novembre 1981) è una schermitrice statunitense.

## Palmarès
In carriera ha conseguito i seguenti risultati:
- Giochi Panamericani:

Rio de Janeiro 2007: argento nella sciabola individuale ed a squadre.